# Meridyrias apicalis
Meridyrias apicalis är en fjärilsart som beskrevs av Walker 1857. Meridyrias apicalis ingår i släktet Meridyrias och familjen nattflyn. Inga underarter finns listade i Catalogue of Life.